# Kopij
Kopij zijn stukken tekst die bedoeld zijn om te worden gedrukt, bijvoorbeeld een manuscript waarvan een boek gedrukt wordt of een artikel voor een krant. Het begrip stamt uit het drukwezen en de uitgeverijwereld. Kopij dient doorgaans voor een aanleverdatum te worden ingediend om gepubliceerd te worden in het beoogde medium.
Tegenwoordig wordt kopij ook gebruikt voor stukken tekst, al dan niet met fotomateriaal, die digitaal gepubliceerd worden, bijvoorbeeld op nieuwssites, weblogs of internetfora.